# Akie Yoshizawa
Pour les articles homonymes, voir Yoshizawa.
Akie Yoshizawa (吉沢 秋絵, Yoshizawa Akie, née le 20 octobre 1968 à Higashimurayama au Japon), de son vrai nom Akie Hattori (服部 章江)[réf. nécessaire], est une ancienne idole japonaise, chanteuse et actrice dans les années 1980.

## Biographie
Elle débute en 1985, sélectionnée simultanément comme membre du groupe féminin de J-pop Onyanko Club et comme actrice dans la série télévisée Sukeban Deka II dans l'un des trois rôles principaux. Elle en interprète le premier générique, Naze? no Arashii…, et y met en pratique ses connaissances en arts martiaux et en musique traditionnelle. Sa présence entraînera la participation d'Onyanko Club à deux épisodes de la série. Elle sort plusieurs disques en solo de 1985 à 1988 sur le label For Life Record, d'abord en parallèle à son groupe, puis se retire au début des années 1990, avant de se marier en 1996 et de s'installer à l'étranger[réf. nécessaire].

## Livres de photo
- 1987.01.22 : Akie
- 1988.11.01 : Voyage
- 1990.12.25 : Baby Doll

## Filmographie
- 1985-1986 : Sukeban Deka II (série télévisée)
- 1987 : Sukeban Deka (film)